# 미나미후쿠오카역
미나미후쿠오카역(일본어: 南福岡駅)은 일본 후쿠오카현 후쿠오카시 하카타구에 있는 규슈 여객철도 가고시마 본선의 역이다.
가고시마 본선 다수의 열차 운전사가 이 역으로 승무 교대한다. 대피역이기도 하며, 대피선 쪽(하행 : 2번선, 상행선 : 4번선 또는 5번선)으로 특급의 통과 대기를 하는 열차도 많아, 또한 인접해서 미나미후쿠오카 차량구가 있기 때문에, 대피선을 사용해서 분할 · 병결을 행하는 열차도 존재하다. 또한, 열차 고장이 발생했던 경우, 이 역에서 열차를 교환한 경우도 있다.
더욱이 상행의 대피선은, 미나미후쿠오카 역 하행 쪽의 가스가역의 상행 쪽 바로 앞의 장소부터, 미나미후쿠오카 역 상행 쪽의 서일본 철도 덴진오무타 선이 오버크로스해 앞의 장소까지 설치되어 운용되고 있다.

## 역 구조 및 승강장
3면 5선의 지상역 구조로, 동쪽의 역 빌딩으로부터 섬식 승강장 2면 4선과 단식 승강장 1면 1선을 가진다.
이전의 목조 역사가 1994년의 방화로 소실해서 임시 역사가 되었지만, 1999년에 역 빌딩식의 역사로 개축되었다. 역 빌딩은 철골 철근 콘크리트 9층 건물, 1 ~ 2층은 점포, 3 ~ 9층이 임대 맨션의 구조로, 개찰구는 2층에 있다. 이웃에는 규슈 여객철도 관내 최대의 미나미후쿠오카 차량구가 소재해, 5번 승강장 안에 다수의 전동차가 멈추고 있는 것이 보인다. 이 때문에 가스가 쪽에 출입구가 없어, 일본 육상자위대 후쿠오카 주둔지 방면으로는, 우회해서 양단의 건널목을 건널 필요가 있다. 예전에 구.역 가게로 트란도르가 병설하고 있었지만, 역사 개축 때에 개점, 예전의 점포가 있던 곳에는 미스터 도넛이 소재했다. 개장 후의 트란도르 자체는, 역 빌딩 1층의 프리에스타 미나미후쿠오카 내로 영업하고 있다. 역 1층에 프리에스타 미나미후쿠오카가 있고, 맥스밸류 큐슈나 트란도르, 조스이안이 입주하고 있다.
직영역으로, 발권 창구가 설치되어 있다. 또한, 같은 장소에 여행 센터 JR 규슈 여행이 배치되고 있다.
자동 방송이 도입되고 있어, 규슈 여객철도 관할 내에서는 유일 특급 통과역으로 여자 목소리 방송이나 남자 목소리 방송(통과 때 만)의 양방의 방송을 채용하고 있는 역이다. 예전에는 일본국유철도의 규슈 관내로 사용되고 있던 이른바 카라카라 벨이 사용되고 있다.
JR의 특정 도구 시내 제도에 걸쳐 '후쿠오카 시내'역이며, 가고시마 본선에서는 가장 남쪽이 된다.
| 1 | ■ 가고시마 본선 | (하행) | 후쓰카이치 · 구루메 · 오무타 방면 |
| 2 | ■ 가고시마 본선 | (상행) | 하카타 · 아카마 · 고쿠라 방면     |

## 이용 현황
- 2010년도의 1일 평균 승차 인원은 8,407명이다. 규슈 여객철도 관내의 역으로는 지하야역(8,483명)에 뒤이어 16위.

| 승차 인원 추이 | 승차 인원 추이 |
| 년도           | 1일 평균 인수  |
| -------------- | -------------- |
| 2000년         | 7,939          |
| 2001년         | 8,218          |
| 2002년         | 8,265          |
| 2003년         | 8,138          |
| 2004년         | 8,083          |
| 2005년         | 8,059          |
| 2006년         | 8,133          |
| 2007년         | 8,198          |
| 2008년         | 8,341          |
| 2009년         | 8,319          |
| 2010년         | 8,407          |

## 역 주변
역 주변, 또는 근접의 상점가 주변은 풍속 가게가 굉장한 밀집 지역으로, 흔히 '잣쇼노쿠마 헬스거리'라고 불리고 있다. 그러나 현지 주민의 요망에 의한 경찰의 일제 적발로, 풍속 거리로서의 모습은 없어졌다.
- 규슈 여객철도 미나미후쿠오카 차량구
- 잣쇼노쿠마역 - 서일본 철도 덴진오무타 선
- NTT 후쿠오카미나미 빌딩
- 육상자위대 후쿠오카 주둔지
- 나코쿠노오카 역사 공원
- 세이카 여자 단기 대학

## 역사
- 1890년 1월 20일 : 잣쇼노쿠마역으로서 규슈 철도(초대)가 개업. 당초는 오노조시에 있는 본래의 잣쇼노쿠마 정에 설치될 예정이었지만, 현지 주민이 반대 운동을 일으켰기 때문에, 현재의 장소로 선로를 변경해서 설치되었다.
- 1907년 7월 1일 : 규슈 철도(초대)가 국유화되어, 국유철도의 역이 되었다.
- 1922년 6월 : 2대째 역 서점 완공.
- 1960년 10월 14일 : 미나미후쿠오카 차량구 개설.
- 1966년 11월 1일 : 미나미후쿠오카역으로 개칭.
- 1987년
  - 2월 5일 : 발권 창구 설치.
  - 4월 1일 : 일본국유철도 분할 민영화에 의해 규슈 여객철도가 승계.
- 1994년 : 방화에 의해 역 서점이 소실.
- 1999년 7월 : 역 빌딩 완성과 동시에 규슈 여객철도에서는 처음이 되는 자동개찰기를 설치.
- 2006년 : 개찰 내 엘리베이터 설치에 의해 배리어 프리화(개찰 외는 역 빌딩 완성과 동시에 설치).
- 2009년 3월 1일 : IC카드 SUGOCA의 사용을 개시.

## 인접 역
| 가고시마 본선         | 가고시마 본선   | 가고시마 본선        |
| --------------------- | --------------- | -------------------- |
| 하카타 모지 항 방면   | ■ 쾌속 · 준쾌속 | 오노조 아라오 방면   |
| 사사바루 모지 항 방면 | ■ 쾌속          | 오노조 아라오 방면   |
| 사사바루 모지 항 방면 | ■ 보통          | 가스가 가고시마 방면 |